# 普勒茨考
普勒茨考是德国萨克森-安哈尔特州的一个市镇。总面积23.91平方公里，总人口1407人，其中男性692人，女性715人（2011年12月31日），人口密度59人/平方公里。